# Obie Award
Gli Obie Awards o Off-Broadway Theater Awards sono dei premi annuali consegnati dal giornale The Village Voice agli artisti e ai gruppi teatrali più meritevoli nella città di New York. Al contrario dei Tony Awards, che premiano le produzioni di Broadway, gli Obie premiano le produzioni Off-Broadway e Off-Off-Broadway.